# Лександ (хокейний клуб)
«Лександ» ІФ (швед. Leksands IF) — хокейний клуб з м. Лександ, Швеція. Виступає у Шведській хокейній лізі. Клуб заснований в 1919 році.

## Історія
Клуб був заснований в 1919 році і складався з двох секцій з хокею з м'ячем та футболу, а в 1938 також з'явилася секція хокейного клубу. Команда виступала у вищій шведській лізі (Елітсерія) з 1950 по 2001 рік. Найуспішнішим періодом в їх історії був початок 1970-х років, коли команда виграла чотири чемпіонських титули (1969, 1973, 1974, 1975). 
В 2001 році, клуб опустився в другу за значенням лігу Швеції Гокейаллсвенскан. У серпні 2007 році клуб підписав контракт з воротарем НХЛ Едом Бельфуром. 
В сезоні 2012/13 команда грала в кваліфікаційному турнірі за право виходу до Елітсерії. В підсумку посіла другу сходинку, що гарантує вихід до вищого дивізіону.

## Досягнення
- Чемпіон Швеції — 1969, 1973, 1974, 1975 років.

## Закріплені номера
- #1 Крістер Абріс
- #2 Томас Юнссон
- #3 Вільгот Ларссон
- #6 Томмі Абрагамссон
- #8 Магнус Свенссон
- #12 Матс Олберг
- #15 Дан Седерстрем
- #22 Нільс Нільссон

## Відомі гравці
- Стефан Бергквіст
- Пер-Улоф Брасар
- Пер-Ерік Еклунд
- Роланд Ерікссон
- Томас Форслунд
- Юган Гедберг
- Ян Хуокко
- Йоран Гегюста
- Ларс Карлссон
- Дан Лабраатен
- Ерккі Лайне
- Бенгт Лундгольм
- Єнс Нільсен
- Ульф Самуельсон
- Ларс-Ерік Шоберг
- Томас Стін
- Ніклас Ерікссон
- Ульф Вайншток
- Роман Вопат
- Петер Ослін
- Юган Беклунд
- Майкл Райдер
- Франсіс Бульон
- Ед Бельфур
- Карі Елоранта
- Роланд Бонд
- Томас Норд
- Пер Лунделл
- Ер'ян Ліндмарк
- Гуннар Андерссон
- Даніель Відінг
- Олівер Екман-Ларссон
- Пітер Чавалья

## Домашня арена
Клуб проводить свої домашні матчі на Тегера Арена, що вміщує 7650 глядачів. Офіційний рекорд глядачів зафіксовано 6 січня 2006 року на матчі проти Мура ІК — 8017 глядачів, через реконструкцію кількість глядачів була обмежена.